# Lägenhet

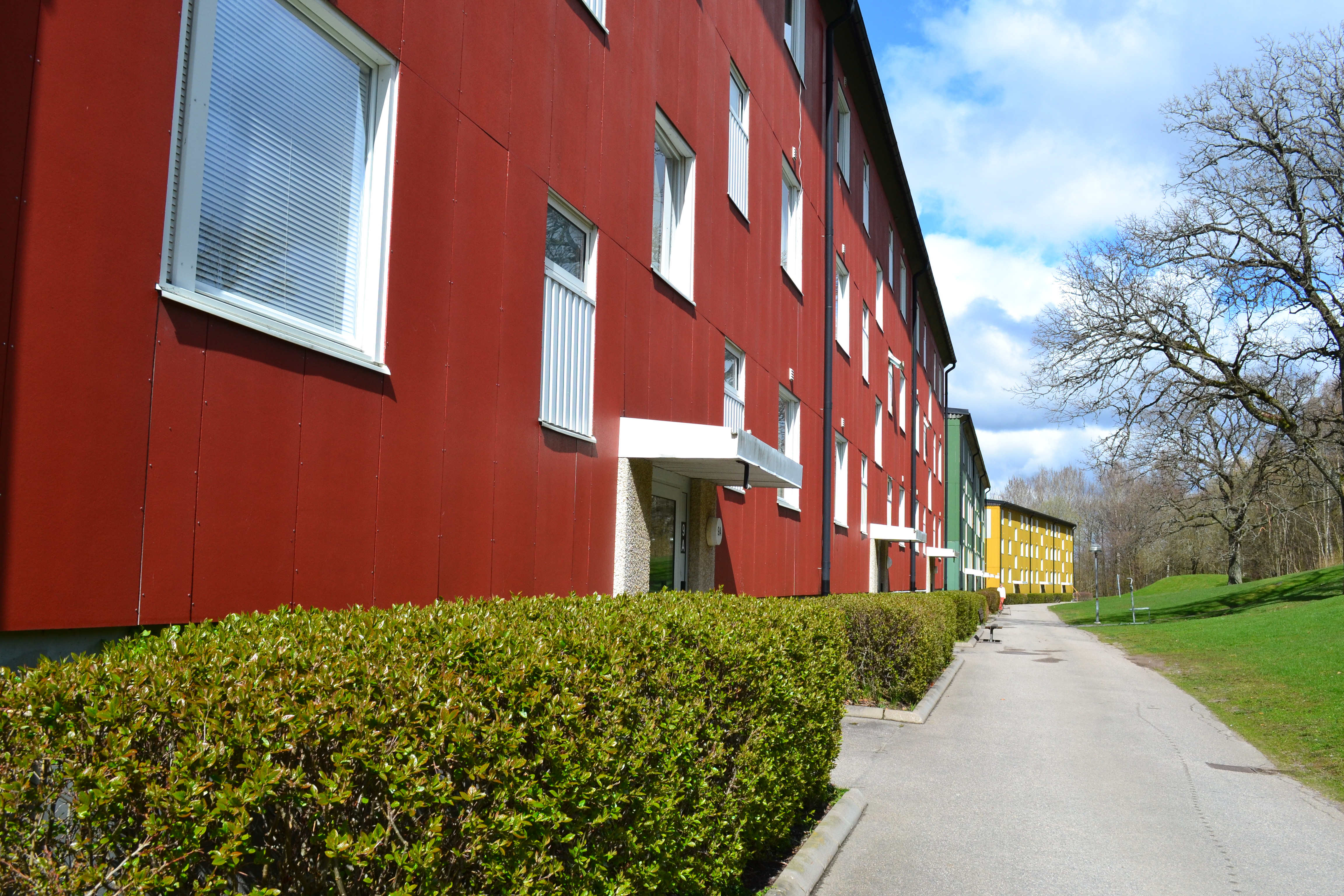
Tre lägenhetshus i området Karlslätt i Ulricehamn.

En lägenhet kallas en bostad i ett flerbostadshus.

## Upplåtelseformer
Det finns olika upplåtelseformer för lägenheter, till exempel genom hyresavtal, hyresrätt och bostadsrätt. 
Enligt svensk lag kan en lägenhet i ett bostadsföretag, till exempel en bostadsrättsförening, upplåtas, övergå (överlåtas) och återgå. Upplåtelse kan bara ske en gång i föreningens existens, medan överlåtelse sker vid varje försäljning. När en lägenhet väl återgått till föreningen kan den inte återfås av lägenhetsinnehavaren. En bostadsrättslägenhet hyr man ut i andra hand eftersom innehavet brukar räknas som första hand.
En bostad som innehas med äganderätt kan inte kallas lägenhet, eftersom en lägenhet är något som är upplåtet (av hyresvärden eller bostadsrättsföreningen), inte överlåtet. I Sverige ska ägarbostäder i flerbostadshus inte ha förekommit, men från den 1 juli 2009 gäller ny lag som gör det möjligt att bygga ägarlägenheter i nyproduktion.

## Terminologi
Lägenhetens utrymme definieras och mäts enligt SS 02 10 53. Det är viktigt när man säljer lägenheter att se till att utrymmet är korrekt, annars kan köparen kräva kompensation. Omvänt kan det alltså löna sig att vid köp kontrollera lägenhetens utrymme.
En lägenhet med fönster på två motsatta sidor av huset kallas genomgående lägenhet. En lägenhet med flera rum som ligger på rad bredvid varandra med fönster åt samma håll kallas lägenhet med rum i fil.
Terminologicentrum (Sveriges nationella centrum för fackspråk och terminologi) definierar lägenhet som ett eller flera utrymmen i en byggnad som i upplåtelsehänseende utgör en självständig enhet - Plan och byggtermer 1994, TNC 95.

## Fastighetsrättsligt begrepp
Begreppet lägenhet förekommer även inom fastighetsrätten och avser mindre eller större jordegendomar, så bebodde till exempel upptäcktstresanden Adolf Erik Nordenskiöld lägenheten Dalbyö i Västerljungs socken.
Lägenhetsbebyggelse kan vara "lämningar efter mindre bebyggelseenhet (jordbruksenhet), som inte skattlagts (lämningarna kan bestå av husgrunder, kulturlager eller andra anläggningar)".